# Algorytm Cohena-Sutherlanda
Algorytm Cohena-Sutherlanda – analityczny algorytm obcinania dwuwymiarowych odcinków przez prostokąt obcinający, którego boki są równoległe do osi układu współrzędnych. Algorytm ma zastosowanie w grafice komputerowej m.in. w okienkowaniu.

## Algorytm
Prostokąt obcinający jest wyznaczony przez cztery proste równoległe do osi: {\displaystyle x_{\min },} {\displaystyle x_{\max },} {\displaystyle y_{\min },} {\displaystyle y_{\max }.} Dzielą one płaszczyznę na 9 obszarów, którym przypisuje się 4-bitowe kody, każdy bit opisuje położenie punktu względem danej prostej. Przyporządkowanie bitów do prostych jest zupełnie umowne, tutaj opisano sytuację na rysunku:
- bit nr 0 ma wartość jeden, gdy {\displaystyle x<x_{\min }} (punkt znajduje się po lewej prostokąta);
- bit nr 1 ma wartość jeden, gdy {\displaystyle x>x_{\max }} (po prawej);
- bit nr 2 ma wartość jeden, gdy {\displaystyle y<y_{\min }} (poniżej);
- bit nr 3 ma wartość jeden, gdy {\displaystyle y>y_{\max }} (powyżej).

Kody są wykorzystywane do szybkiego akceptowania lub odrzucenia odcinków:
- Jeśli kody obu końców odcinka są równe 0 (suma logiczna (operacja OR) daje wynik 0000), wówczas jest on akceptowany ponieważ w całości znajduje się wewnątrz prostokąta (na rys. odcinek zielony).
- Jeśli wynikiem iloczynu logicznego (operacji AND) kodów odcinka jest liczba różna od zera (oba kody odcinków posiadają 1 na co najmniej jednym tym samym miejscu), oznacza to, że odcinek w całości znajduje się poza prostokątem (na rys. niebieskie odcinki).

(Na rys. czerwone odcinki znajdują się poza prostokątem. Suma logiczna daje wynik poprawny – różny od 0000. Jednak wynik iloczynu logicznego równa się 0000, dlatego odcinki nie zostają odrzucone (uznaje się jako nieokreślone). Po wykonaniu algorytmu dochodzimy do sytuacji, w której cały obcięty odcinek leży poza prostokątem obcinającym i algorytm kończy działanie odrzucając czerwone linie).
W pozostałych przypadkach potrzebne są dodatkowe obliczenia i algorytm przebiega następująco:
1. Wybierany jest koniec odcinka leżący poza prostokątem, a więc mający niezerowy kod; jeśli kody obu końców są niezerowe to można wybrać dowolny z nich.
2. Wyznaczany jest punkt przecięcia odcinka z jedną z prostych. Wybór prostych determinuje kod wybranego końca. Np. jeśli ustawiony jest bit nr 2, to znaczy, że należy znaleźć przecięcie z prostą {\displaystyle y=y_{\min }.} Jeśli w kodzie ustawionych jest więcej bitów, to można wybrać dowolną prostą – ważne jest jedyne, aby zawsze wybierać je w takiej samej kolejności (w przykładach przyjęto, że jest to: górna, dolna, lewa, prawa).
3. Następnie odcinek jest przycinany do tego punktu – koniec wybrany w punkcie pierwszym jest zastępowany przez punkt przecięcia.
4. Kody końców odcinka są testowane tak jak jest to opisane wyżej. Algorytm powtarza się dopóki jeden z dwóch testów nie będzie prawdziwy, tzn. aż odcinka nie będzie można w całości zaakceptować, albo odrzucić.

Liczba iteracji potrzebnych do obcięcia odcinka może wynosić od 0 do 4.

### Przykład
Obcinanie odcinka AB:
1. wybierany jest punkt B (1),
2. wyznaczane jest przecięcie z prostą {\displaystyle y=y_{\max }} – punkt C (2),
3. nowy odcinek ma końce AC i znajduje się w całości w prostokącie – w tym miejscu algorytm kończy się (3).

Obcinanie odcinka DE:
1. wybierany jest punkt D (1),
2. wyznaczane jest przecięcie z prostą {\displaystyle y=y_{\max }} – punkt F (2),
3. nowy odcinek ma końce EF, algorytm jest kontynuowany (3),
4. wybierany jest punkt E (1),
5. wyznaczane jest przecięcie z prostą {\displaystyle y=y_{\min }} – punkt G (2),
6. nowy odcinek ma końce FG, algorytm jest kontynuowany (3),
7. wybierany jest punkt F (1),
8. wyznaczane jest przecięcie z prostą {\displaystyle x=x_{\max }} – punkt H (2),
9. nowy odcinek ma końce GH i znajduje się w całości w prostokącie – w tym miejscu algorytm kończy się (3).